# Edgar Schein
Pour les articles homonymes, voir Schein.
Edgar Henry Schein est né le 5 mars 1928 à Zurich en Suisse et mort le 26 janvier 2023, est un sociologue américain. Il est professeur émérite de psychologie organisationnelle et de gestion au Massachusetts Institute of Technology (MIT) de Cambridge. Schein est considéré comme l'un des cofondateurs de la psychologie organisationnelle, du développement organisationnel et l’inventeur du concept de la culture d'entreprise.

## Biographie
Edgar Schein est né en 1928 d'un père hongrois et d'une mère allemande. Son père Marcel Schein est originaire de l'actuelle Slovaquie, est un physicien démarqué par ses recherches sur les rayons cosmiques. Hilde Schoenbeck, la mère de Edgar Schein était également doctorante en physique.
En 1934, la Suisse durcit sa loi sur l'immigration, rendant difficile pour son père de conserver son poste de chargé de cours. Après, avoir enseigné dans plusieurs universités européennes jusqu'en 1938 via Odessa et Prague, la famille émigre aux États-Unis à l'invitation de Arthur Compton.
Il fait ses études aux États-Unis, où il obtient un baccalauréat à l'université de Chicago (1947), un master en psychologie à l'université Stanford et un doctorat en psychologie sociale à l'université Harvard (1952).

## Modèle de culture organisationnelle

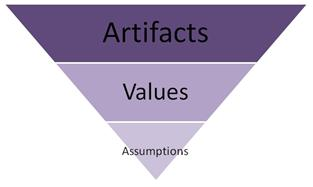
Illustration du modèle de culture organisationnelle de Schein

Le modèle de culture organisationnelle de Schein est né dans les années 1980. Schein définit la culture d’entreprise comme : 

« Un ensemble de postulats de base, inventés, découverts ou développés par un groupe cherchant à faire face à des problèmes d’adaptation externe ou d’intégration interne, qui ont largement été vérifiés pour être considérés comme valides et transmis aux nouveaux membres comme les façons correctes de penser et d’agir face aux problèmes »

Il identifie trois niveaux distincts dans les cultures organisationnelles : les artefacts et les comportements, les valeurs adoptées ainsi que les hypothèses.

## Distinctions
- Lifetime Achievement Award in Workplace Learning and Performance de l'American Society of Training and Development, 3 février 2000
- Everett Cherrington Hughes Award for Career Scholarship, Careers Division of the Academy of Management, 8 août 2000
- Marion Gislason Award for Leadership in Executive Development, Boston University School of Management Executive Development Roundtable, 11 décembre 2002
- Distinguished Scholar-Practicitioner Award de l'Academy of Management, 2009
- Life Time Achievement Award de l'International Leadership Association, 2012
- Doctorat honorifique de l'IEDC Bled School of Management en Slovénie, 2012